# 愛群道

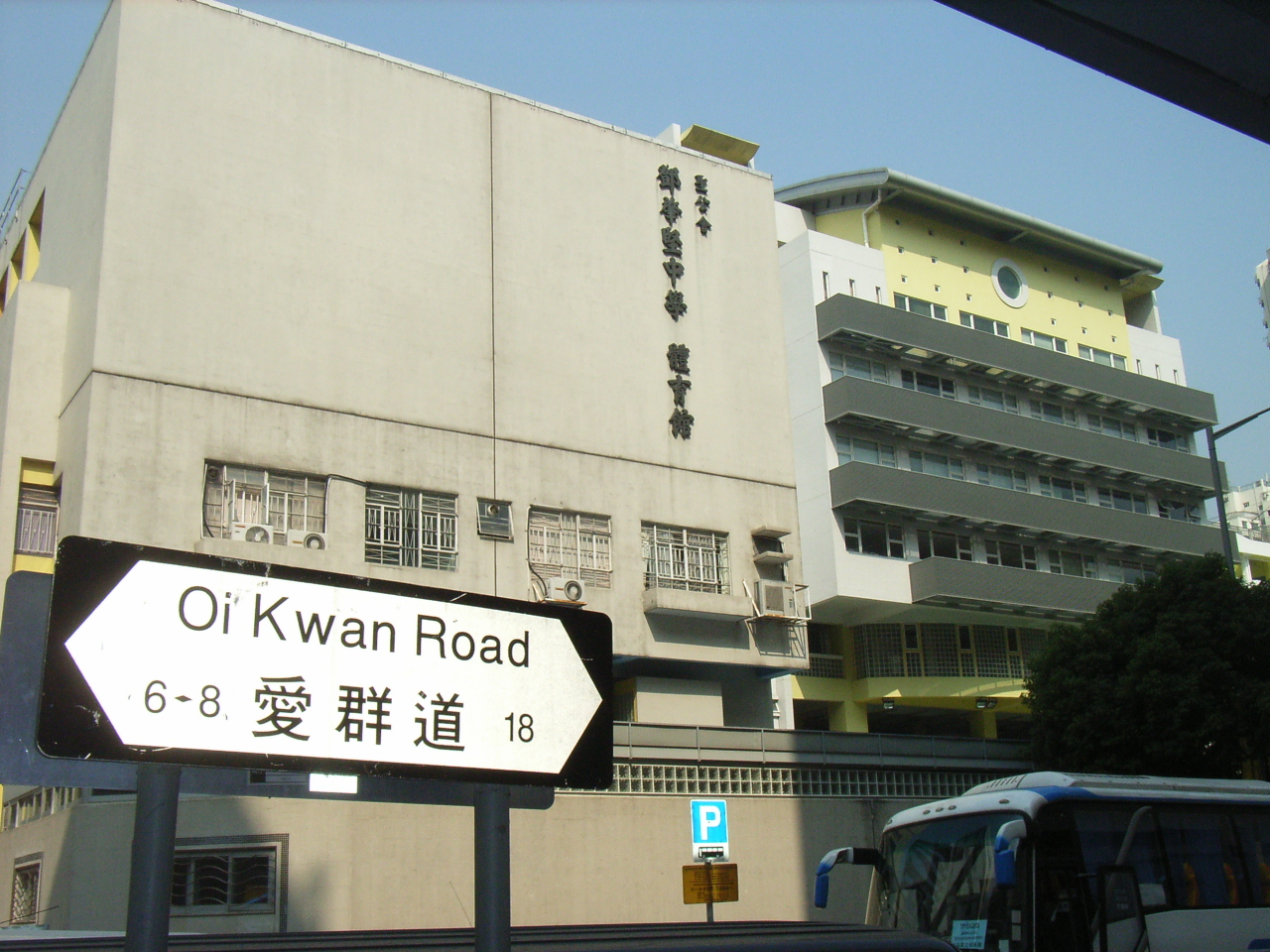
路牌

愛群道（英語：Oi Kwan Road）是香港的一條街道，位於香港島摩利臣山，屬一條環形的街道。道路原本是雙程路，千禧後才改爲雙線單程路。街道東接崇德街往摩理臣山道，北接德仁街往灣仔道。

## 特色
愛群道是學校、醫院、政府部門、公共和商業建築物為主，午飯人潮不少。

## 主要建築物

### 宗教
- 愛群道浸信會
- 愛群清真寺

### 體育
- 伊利沙伯體育館
- 摩理臣山游泳池

### 教育
- 愛群道浸信會呂郭碧鳳幼稚園
- 灣仔學校
- 聖公會鄧肇堅中學
- 鄧肇堅維多利亞官立中學
- 香港專業教育學院摩理臣山分校
- 戴麟趾夫人訓練中心

### 醫療
- 麥理浩牙科診所
- 鄧肇堅醫院

### 社會福利
- 浸信會愛羣社會服務處（位於鄧肇堅社會服務中心）

### 商業建築
- 愛群商業大廈

### 住宅
- 愛群閣

## 鄰近街道

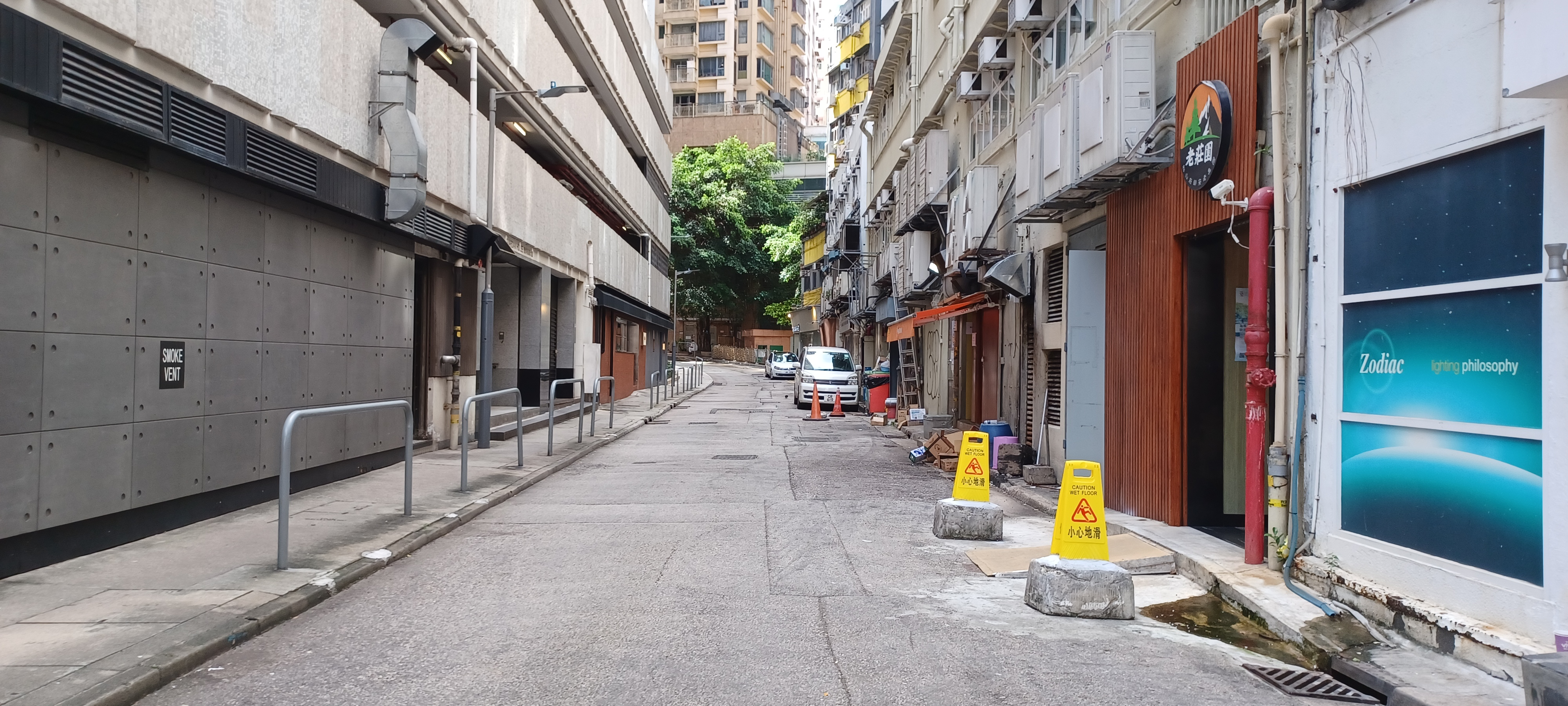
日善街近崇賢里

- 灣仔道
- 皇后大道東
- 摩理臣山道
- 崇德街
- 德仁街
- 日善街
- 永祥街

## 交通
港鐵
- █  港島綫：銅鑼灣站A出口

## 外部連線
- 灣仔愛群道地圖 （页面存档备份，存于）

1. ↑  大公報, 1968-12-14 第3頁